# 意大利民族主义协会
意大利民族主义协会（Associazione Nazionalista Italiana，ANI）是意大利的一个民族主义政黨，成立于1910年，受恩里科·科拉迪尼（Enrico Corradini）和乔瓦尼·帕皮尼（Giovanni Papini）等意大利民族主义者的影响。成立之初，ANI支持将奥地利人控制的意大利人居住的土地归还给意大利，并愿意为此与奥匈帝国开战。该党有一个名为藍衫軍的准军事组织。ANI的威权民族主义派系对1921年成立的贝尼托·墨索里尼民族法西斯党产生了重大影响。ANI在1922年罗马游行发挥了重要作用，但并未完全与贝尼托·墨索里尼结盟。ANI在1923年10月并入了法西斯党。